# Sergei Alexandrowitsch Tokarew
Sergei Alexandrowitsch Tokarew (russisch Сергей Александрович Токарев; * 29. Dezember 1899 in Tula; † 19. April 1985 in Moskau) war ein sowjetischer Ethnologe und Religionswissenschaftler mit marxistisch-leninistischer  Orientierung. In seiner Heimat nahm er hohe Positionen in der Wissenschaft, unter anderem an der Akademie der Wissenschaften der UdSSR, ein und erlangte auch international große Bedeutung. Er erhielt zahlreiche Ehrungen.

Tokarews Hauptwerke beschäftigen sich mit Sozialstruktur, Ethnogenese, der Geschichte der Religionen der Welt, Formen der religiösen Bräuche und Historiographie. Sein Hauptforschungsgebiet war  die Ethnographie der Völker Sibiriens, Ozeaniens und Westeuropas.

## Leben und Werdegang
Sergei Alexandrowitsch Tokarew wurde 1899 in Tula, einer Großstadt etwa 200 km südlich von Moskau, als Sohn einer Lehrerfamilie geboren. Seine Familie, die ganz in der Nähe des Landgutes Jasnaja Poljana von Leo Tolstoi lebte, überstand dort auch die Oktoberrevolution. An der Lomonossow-Universität in Moskau studierte er Anthropologie und schloss sein Studium 1925 dort ab. Verschiedene Lehrtätigkeiten folgten, etwa am „Kommunistischen Arbeiter-Institut von China  Sun Yat-Sen“. Ab 1928 wurde er Mitglied des Ethnologischen Zentralmuseums, und bereits 1932 übernahm er dort die Abteilung „Norden“. Daneben arbeitete er an der „Nationalen Akademie für die Geschichte der Materiellen Kultur“ im zentralen „Museum für Antireligion“. 1935 promovierte er im Fach Geschichte, 1939 wurde er Professor und 1940 verteidigte er seine Dissertation über „Das jakutische Gesellschaftssystem im 17. bis 18. Jahrhundert“ und promovierte im Fach Ethnologie.

Zu Beginn des Zweiten Weltkrieges nach dem Angriff NS-Deutschlands auf die Sowjetunion im Juni 1941 wurde Tokarew nach Abakan evakuiert, wo er am Lehrstuhl für Geschichte am Pädagogischen Institut tätig war. 1943 kehrte er nach Moskau zurück und wurde Leiter der „Abteilung für die Ethnologie der amerikanischen, australischen und ozeanischen Völker“ im neu eingerichteten Moskauer „Institut für die Ethnologie der UdSSR“. Im Jahre 1961 übernahm er die Leitung des „Sektors für die Ethnologie der außersowjetischen Völker Europas“. Gleichzeitig leitete er zwischen 1956 und 1973 die „Ethnologische Abteilung an der Fakultät für Geschichte“ der Lomonossow-Universität und hielt verschiedene Vorlesungen über allgemeine Ethnologie, ethnische Religionen sowie über die Ethnologie der UdSSR, der Völker Australiens und Ozeaniens, der slawischen, mongolischen und Turkvölker Sibiriens und über die Völker Amerikas. Unter seiner Leitung erweiterten sich die Aktivitäten der Abteilung personell wie organisatorisch. Vor allem die Erforschung der slawischen, sibirischen, zentralasiatischen und afrikanischen Völker, die Geschichte dieser Völker sowie die Geschichte der ethnischen Religionen bzw. des Schamanismus bildeten dabei Schwerpunkte.

## Bedeutung
Trotz der im ersten Abschnitt seines Lebens schwierigen Zeitläufte, ideologischer und politischer Kampagnen und trotz aller Hemmnisse gelang es Tokarew, seinen wissenschaftlichen Ideen und Prinzipien treu zu bleiben. Er war ein großer Ethnograph und Ethnologe und hinterließ über 250 Werke zu verschiedenen Themen. Der enorme Umfang seines Forscherinteresses begann sich schon zu Beginn seiner wissenschaftlichen Karriere abzuzeichnen: Er entwickelte die Literatur über Ozeanien, befasste sich  mit der Ethnologie Sibiriens, arbeitete in Archiven und nahm an Expeditionen teil. Diese fast enzyklopädische Konzentration auf zwei verschiedene Richtungen, die der Museumsarbeit und die der Feldforschung auf Expeditionen, ermöglichte es ihm, mit einer Vielzahl unterschiedlicher Daten zu arbeiten. In seiner wissenschaftlichen Arbeit erweiterte er ständig seine Aktivitäten und Interessen, stellte aber auch frühere Ergebnisse permanent in Frage. Er war zudem auch als Koautor an zahlreichen Veröffentlichungen internationaler Forscher beteiligt; seine Beiträge wurden in viele europäische Sprachen übersetzt, so dass sein Name bis heute in der Wissenschaft bekannt bleibt. Tokarew war im Grunde kein historiographisch orientierter Forscher, vielmehr lag ihm daran, seine Leser mit unterschiedlichen ausländischen Konzepten der Ethnographie, neuen Entdeckungen auf dem Gebiet der Anthropologie und Archäologie bekannt zu machen. Seine atheistische Haltung trägt zu seiner Neutralität bei. Allenfalls die Klassenkampfkonzepte und Gentilgesellschaften, auf die er immer wieder Bezug nimmt, relativieren manche seiner Analysen, wenn auch nicht entscheidend.

## Werk
- 1928 begann Tokarew mit einer ganzen Reihe von Veröffentlichungen über Australien und Ozeanien, die später in die 1956 veröffentlichte Serie „Die Völker Australiens und Ozeaniens“ eingearbeitet wurden.
- In den frühen 1930er Jahren beschäftigte er sich mit der Ethnologie und Geschichte der sibirischen Völker, vor allem der Jakuten, wobei er eine enorme Menge  unterschiedlicher Quellen mit einbezog. 1940 veröffentlichte er in diesem Zusammenhang den „Essay über die Geschichte des Volks der Jakuten“, und 1945 „Das jakutische Sozialsystem im 17. und 18. Jahrhundert“.
- Mitte der 1940er Jahre begann er sich aktiv für die anderen Völker Europas zu interessieren. So erschien 1946 sein Beitrag über „Die ethnographische Untersuchung der Balkanländer“. In Belgrad begann er ein Werk über die serbokroatische Sprache zu veröffentlichen.
- Den nächsten Schritt bildete dann die umfassende Darstellung der Ethnologie in dem 1958 erschienenen Werk „Ethnologie der UdSSR. Historische Grundlagen von Leben und Kultur“, das zwar vor allem als Lehrbuch für Studenten konzipiert war, gleichzeitig jedoch auch eine enzyklopädische Darstellung der Völker der UdSSR mit ihren historischen Dynamiken ihrer Entwicklung darstellt und alle Aspekte der traditionellen Kultur behandelt, wobei das Territorialprinzip als ethnogenetisches Merkmal dient und jedes Volk vor diesem systematischen Hintergrund untersucht wird.
- 1956 veröffentlichte er in der Zeitschrift Fragen der Philosophie einen Artikel über „Ursprung und frühe Formen von Religion“. Dabei unternahm er den Versuch, das Problem der wissenschaftlichen Klassifikation religiöser Phänomene zu lösen. Auf der Grundlage eines marxistischen Religionsverständnisses und mit Hilfe von umfangreichem Material untersuchte er kritisch bestehende Konzepte. Auch in den folgenden Jahren beschäftigte er sich ausführlich mit diesem Thema. Klassifikationen sollten seiner Meinung nach nicht nur rein formal begründet sein, sondern sich der Religion auch historisch als sozialem Phänomen nähern.
- 1957 veröffentlichte Tokarew sein erstes Buch zum Thema Religion, nämlich „Die religiösen Glaubensformen der östlichen Völker im 19. und frühen 20. Jahrhundert“. Die Publikation dieses Buches war kein Zufall, denn religiöse Themen hatten den Forscher stets interessiert. Tokarew kritisierte ständig die ausländische Literatur zu diesem Thema und hatte bereits sieben Aufsätze zum Thema des traditionellen Glaubens der sibirischen Völker  im Rahmen des 1931 erschienenen Werkes „Religion in der UdSSR“ verfasst, wo das Kapitel über die sibirischen Völker von ihm stammt. Dabei waren stets die Ethnologie und Ethnographie Basis seiner historiographischen Darstellungen. 1964 schließlich veröffentlichte er dann eine Allgemeindarstellung zu diesem Thema mit: „Frühe Formen der Religion und ihre Entwicklung“ sowie „Religion in der Geschichte der Völker“, ein Werk, das vier Auflagen erlebte und dessen wissenschaftliche Bedeutung bis heute anhält. (Deutsch: Dietz Verlag, Berlin, DDR 1968). 1990 wurde außerdem eine Sammlung von Werken Tokarews posthum unter dem Titel „Frühe Formen von Religion“ veröffentlicht. In „Frühe Formen der Religion und ihre Entwicklung“ beschäftigte er sich einleitend auch mit dem Problem des Animismus und Totemismus, wobei er auch prähistorische Befunde der Archäologie auswertete.
- Ab den 1960er Jahren nahm er an zahlreichen internationalen Konferenzen teil.
- Im Alter von 70 Jahren schließlich veröffentlichte er große Artikel in Sammelwerken, und 1978 erschien sein Buch „Quellen der Ethnographie“ (bis Mitte 19. Jahrh.) und „Geschichte der ausländischen Ethnographie“, nachdem er sich seit den frühen 1970er Jahren intensiv mit deren Forschungsergebnissen auseinandergesetzt hatte,  unter anderem auch mit Sigmund Freud und André Leroi-Gourhan. Sein besonderes Interesse galt aber der Geschichte der inländischen Ethnographie, und 1966 veröffentlichte er eine Monographie über die „Geschichte der Ethnographie vor der Oktoberrevolution“, ein bis heute einzigartiges Werk.
- In den 1980er Jahren erschien von ihm ein vierbändiges, bis heute unersetzliches Sammelwerk über „Kalenderbräuche und Rituale in den europäischen Ländern“(1973–1983).
- Sein wissenschaftliches Lebenswerk war enorm und vielfältig. So betreute er die Veröffentlichung der gesammelten Werke von N. N. Miklukho-Maclay und war Verfasser zahlreicher Artikel in den verschiedensten Publikationsorganen, außerdem fungierte er als Hauptherausgeber der Enzyklopädie „Die Mythen der Länder der Welt“.

## Veröffentlichungen (Auswahl)
- Obshchestvennyi stroi iakutov v XVII–XVIII vv. Jakutsk 1945.
- Etnografiia narodov SSSR. Moskau 1958.
- Религия в истории народов мира. Moskau 1964; 3. Auflage 1976.
  - deutsch: Die Religion in der Geschichte der Völker. Dietz Verlag, Berlin 1968, und Pahl-Rugenstein, Köln 1968.
- Rannie formy religii i ikh razvitie. Moskau 1964.
- Istoriia russkoi etnografii. Moskau 1966.

## Belege
1. ↑  Z.B. S.P. Dunn, S. 238–241

| Personendaten    | Personendaten                                       |
| ---------------- | --------------------------------------------------- |
| NAME             | Tokarew, Sergei Alexandrowitsch                     |
| ALTERNATIVNAMEN  | Токарев, Сергей Александрович (russisch)            |
| KURZBESCHREIBUNG | sowjetischer Ethnologe und Religionswissenschaftler |
| GEBURTSDATUM     | 29. Dezember 1899                                   |
| GEBURTSORT       | Tula                                                |
| STERBEDATUM      | 19. April 1985                                      |
| STERBEORT        | Moskau                                              |